# 逃跑的新娘
〈逃跑的新娘〉（英語：The Runaway Bride）是英國科幻電視劇《異世奇人》的第二部聖誕特輯，2006年12月25日在BBC One首播。這集的編劇是拉塞爾·T·戴維斯，並由尤若斯·林恩執導。在演員方面，除了固有的大衛·田納特飾演博士外，嘉芙蓮·塔特飾演的當娜·諾布首次正式登場。
本集講述當娜在婚禮期間不明不白地消失，並意外地登上TARDIS。博士在查明後發現當娜飲用含有休恩粒子（Huon particles）所致。原來，這都是外星生物華士（Racnoss）的計謀。最終，博士擊退華士。這集共吸引935萬人收看，並取得正面的評價。

## 劇情
聖誕節當日，正在教堂舉行婚禮的當娜忽然於會場消失，並出現在TARDIS。當娜邊指責博士綁架她，邊打開TARDIS的大門，卻發現自己正置身於外太空。博士對於當娜為何能闖進TARDIS感到不解，因沒有博士的許何下沒有人能自由進入這時間機器。儘管如此，博士還是把當娜送回地球，讓她完成婚禮。然而，TARDIS所登陸的地點與會場有所偏差，當娜不再信任TARDIS，於是選擇乘坐的士。博士赫然發現的士司機正是機械聖誕老人，他相信這機械人會對當娜不利。
果然，機械聖誕老人是想帶走當娜。為此，博士通過TARDIS救走當娜，並給予她一隻能免受機械聖誕老人追蹤的戒指。二人隨後來到婚禮會場，博士翻看當娜消失一刻的影片，發現她身上附有休恩粒子，一種早於數億年前已不再使用的物質。換言之，博士此前給當娜的戒指並不能阻止機械聖誕老人的追蹤。果然，這些機械人隨之來到，博士利用廣播系列及時令他們瓦解。之後，博士分析機械人的結構時發現他們是受某力量控制，也是說是某人希望得到當娜。
同時，博士還發現當娜和新郎朗斯均在火炬木小組屬下的公司工作。為此，博士與二人來到這公司的辦公大樓，竟見大樓底層隱藏著一個規模龐大的實驗室。博士明白一切﹕有人正液態化休恩粒子，而當娜體肉之所以有這種物質是由於朗斯在每天給她喝的咖啡加入液態的休恩粒子。在結婚時，她喜悅的心情激發了休恩粒子活動，令她忽然出現在藏有這種粒子的TARDIS上。然而，博士還有一點搞不清：是誰指示朗斯這樣做，目的何在。
此時，外貌酷似蜘蛛的華士女王現身，她承認這是其所為，又解釋休恩粒子可令被困在地核的後裔抵達地面。屆時，華士族人將會把地球吞食。博士聞之，召喚TARDIS來到，把帶著當娜帶到地球誕生時。正如華士女王所言，她的後代在堔球形成時就躲藏在地核。回到實驗室，華士女王已把朗斯捉走，並灌以休恩粒子水，將他喂給其後代。博士開出條件，要求華士女王立即投降，並承諾會為她和其後代找地球居住。可是，華士女王不同意。於是，博士引來洪水，淹沒華士的後裔，華士則登上其太空船打算逃亡。然而，由於太空船的能量已用光，太空船迅即被坦克擊落。博士帶當娜回家，並邀請她繼續當TARDIS的座上客，但遭到拒絕。於是，博士自行離去。

### 前後連接
機械聖誕老人和聖誕樹繼〈聖誕入侵〉後再次出現。此外，博士到遇到當娜時問她去年聖誕是有否過「太空船盤據倫敦上空」以及「機械人們在開戰」指的是〈聖誕入侵〉和〈鬼軍〉／〈末日〉合集的劇情。同時，博士問當娜的丈夫是否很胖，而且額頭上有拉鍊，指的是〈撞毀大笨鐘〉／〈第三次世界大戰〉中出現的外星人。博士在劇中又把TARDIS轉移到其他地方，這技術首見於〈背水一戰〉。
在這集劇終前，一名軍人駕駛坦克，並以「薩克森先生」（Mr Saxon）的名義向華士女王的太空船開火。薩克森這名字在〈愛與獸〉首次出現，在隨後的系列3更是多次被提到，也是這個系列的故事線。這集也同時提到火炬木小組，由維多利亞女王成立的組織是系列2的故事線。

## 製作
拉塞爾·T·戴維斯早已構思好這集的情節，並計劃將這集於放在系列2播出。但隨著電視台公佈製作兩部聖誕特輯和在得悉比莉·派佩將會辭演後，他決定安排這集在聖誕節播映。
這集的拍攝用了整整一個月，主要是考慮到劇組的人事變動及嘉芙蓮·塔特的檔期。戴維斯在《異世奇人》的網誌中解釋由於燈光組主管忽然離去，劇組不得不重新拍攝一些在〈末日〉已經拍好的畫面，以免不連戲。另一方面，由於塔特忙於參與其它的演出，故她無法參加劇本通讀（script readthrough）。為此，劇組找來於〈火爐壁的女孩〉中飾演龐巴度夫人的索菲亞·邁爾斯代替塔特參與通讀。
在拍攝地點方面，場景取自位於龐特普里斯的制作室，這是《異世奇人》首次在這制作室進行拍攝，TARDIS的內部則在紐波特一間空置的倉庫拍攝。博士利用TARDIS救走被困在的士的當娜那幕取景自A4232公路，劇中的爆炸和坦克開火的場景均拍攝於卡迪夫中部的聖瑪莉街 。至於博士為分散機械聖誕老人而令提款機噴出鈔票的一幕，為免違反法例，所用的都是假幣。這些標示為「英國信用銀行」的道具鈔票後來成為收藏家的珍藏。據報，每張紙幣市值50英鎊甚至更高的價錢。另一樣值得一提的是，由於這集是在7月拍攝卻以聖誕節為背景，故演員們均須在攝氏30度高溫上穿著長衫衣物演出。
劇中的其中一幕在播出時被剪去：當娜在TARDIS發現羅斯·泰勒遺下的外套，並就此質問博士，博士憤然奪走該外套，然後打開TARDIS的大門，拋走那外套。戴維斯在和執行製片人祖利亞·加德納討論後決定剪去這一幕，因加德納覺得這劇情太過誇張。

## 發行和反響
〈逃跑的新娘〉2006年12月25日在BBC One播出，而在5日後播出附有手語的版本，這是《異世奇人》歷史上的第一次。收視報告指聖誕節當天共有935萬人在英國收看這集，在該星期的收視排行榜中位列第十。
史蒂夫·奧布賴恩在雜誌《SFX》中給了這集4星（滿分為5星），稱這集與其它的《異世奇人》劇集不同，又讚揚田納特和塔特的演出。多媒體和評論網站IGN的特拉維斯在10分為滿分下給這集7.2分，認為相比〈末日〉內短暫的演出，當娜的表現在這集明顯進步，又對泰勒被提起感到滿意。網站數碼間諜的傑克·霍根則較負面，指這集「缺乏激情」，尤其是華士女王。2012年，《SFX》重提此集，稱〈逃跑的新娘〉在夏季拍攝，可謂科幻聖誕劇的壞榜樣。

## 資料來源
1. ↑  . BBC. 2006-08-07  [2011-12-04]. （原始内容存档于2006-08-13）.
2. 1 2  David Tennant; Julie Gardner.  (MP3).   [2007-01-02]. （原始内容存档于2021-01-25）.
3. ↑  . BBC.   [2008-03-07]. （原始内容存档于2013-04-19）.
4. ↑  Carey, Paul. . Western Mail. 2006-07-26  [2006-07-27]. （原始内容存档于2012-10-15）.
5. ↑  . The Sun. 2006-12-26  [2006-12-29]. （原始内容存档于2007-01-23）.
6. ↑   (新闻稿). BBC Press Office. 2006-12-07  [2006-12-07]. （原始内容存档于2006-12-17）.
7. ↑  . Outpost Gallifrey. 2007-01-11  [2007-01-12]. （原始内容存档于2007-09-30）.
8. ↑  O'Brien, Steve. . SFX. 2006-12-20  [2013-04-23]. （原始内容存档于2015-11-19）.
9. ↑  Fickett, Travis. . IGN. 2007-07-09  [2013-04-23]. （原始内容存档于2021-01-25）.
10. ↑  Hogan, Dek. . Digital Spy. 2006-12-31  [2013-04-23].
11. ↑  . SFX. 2012-11-13  [2013-04-23]. （原始内容存档于2013-12-07）.

## 外部連結
- "The Runaway Bride" 在 BBC《異世奇人》的主頁
- "The Runaway Bride" 在 異世奇人參考導覽
- "The Runaway Bride" 在 異世奇人: 時間（旅行）簡史
- 互联网电影数据库上逃跑的新娘的资料（英文）